# Eli Nawi
Eli Nawi, né le 22 septembre 1967, est un rameur d'aviron handisport israélien, médaillé de bronze aux Jeux paralympiques d'été de 2008 à Pékin en Chine.

## Situation personnelle

### Origine
Eli Nawi naît le 22 septembre 1967.

### Vie privée
Il a souffert à l'âge de 12 ans d'une maladie qui a touché ses membres inférieurs. Des articulations artificielles de la hanche ont été installées dans ses deux jambes.

## Carrière sportive
Pendant de nombreuses années, il s'est engagé dans la natation.
À la demande de son entraîneur, il commence en 2006 l'aviron.
En 2007, il a participé au championnat du monde d'aviron handisport et a remporté une médaille de bronze. Par conséquent, il a été inclus dans la délégation israélienne aux Jeux paralympiques d'été de 2008 à Pékin et y a également remporté une médaille de bronze. Il est le premier rameur d’aviron handisport israélien à remporter une médaille paralympiques.

## Palmarès

### Jeux paralympiques
- 2008 à Pékin,  Chine
  -  Médaille de bronze en Skiff A